# Григорівка (Шепетівський район)
Григорі́вка — село в Україні, у Сахновецькій сільській громаді Шепетівського району Хмельницької області. Населення становить 9 осіб (2001). Розташоване на сході громади, на правому березі річки Хомора, за 26 км (автошляхами Т 1804 та Н02) на південний схід від міста Ізяслав, та за 88 км (автошляхами Н02, Н25 та Н03) на північ від обласного центру.

## Населення

### Мова
Розподіл населення за рідною мовою за даними перепису 2001 року:
| Мова       | Кількість | Відсоток |
| ---------- | --------- | -------- |
| українська | 9         | 100%     |